# Endrefalva, Nógrád
Endrefalva  este un sat în districtul Szécsény, județul Nógrád, Ungaria, având o populație de 1.270 de locuitori (2011). 

## Demografie
Componența etnică a satului Endrefalva
     Maghiari (76,34%)
     Romi (23,66%)
Componența confesională a satului Endrefalva
     Fără religie (7,56%)
     Necunoscută (91,26%)
     Alte religii (3,86%)
Conform recensământului din 2011, satul Endrefalva avea 1.270 de locuitori. Din punct de vedere etnic, majoritatea locuitorilor (76,34%) erau maghiari, cu o minoritate de romi (23,66%). Nu există o religie majoritară, locuitorii fiind  și persoane fără religie (7,56%). Pentru 91,26% din locuitori nu este cunoscută apartenența confesională.